# L'Iris jaune (téléfilm)
Pour la nouvelle, voir L'Iris jaune.
Ne doit pas être confondu avec L'Iris blanc.
L'Iris jaune (The Yellow Iris) est un téléfilm britannique de la série télévisée Hercule Poirot, réalisé par Peter Barber-Fleming, sur un scénario de Anthony Horowitz, d'après la nouvelle L'Iris jaune, d'Agatha Christie.
Ce téléfilm, qui constitue le 36e épisode de la série, a été diffusé pour la première fois le 31 janvier 1993 sur le réseau d'ITV.

## Synopsis
Deux ans auparavant, sur le chemin pour voir Hastings en Argentine, Poirot n'avait pas pu enquêter sur la mort de Iris Russel, survenue dans un restaurant appelé le "Jardin des cygnes". Il avait été expatrié de force par l'armée, suspecté d'espionnage. Aujourd'hui, il reçoit un iris jaune alors que le même restaurant ouvre à Londres. Grâce à un dîner de commémoration organisé par le mari, Poirot a l'occasion de pouvoir trouver le meurtrier, bien décidé à ne pas le laisser s'échapper cette fois-ci.

## Fiche technique
- Titre français : L'Iris jaune
- Titre original : The Yellow Iris
- Réalisation : Peter Barber-Fleming
- Scénario : Anthony Horowitz, d'après la nouvelle L'Iris jaune (1937) d'Agatha Christie
- Décors : Tim Hutchinson
- Costumes : Barbara Kronig
- Photographie : Norman G. Langley
- Montage : Chris Wimble
- Musique originale : Christopher Gunning
  - Musique additionnelle : Neil Richardson
- Casting : Rebecca Howard et Kate Day
- Production : Brian Eastman
  - Production déléguée : Nick Elliott
- Sociétés de production : Carnival Films, London Weekend Television
- Durée : 50 minutes
- Pays d'origine :  Royaume-Uni
- Langue originale : Anglais
- Genre : Policier
- Ordre dans la série : 36e - (3e épisode de la saison 5)
- Première diffusion :
  -  Royaume-Uni : 31 janvier 1993 sur le réseau d'ITV

## Distribution
- David Suchet (VF : Roger Carel) : Hercule Poirot
- Hugh Fraser (VF : Jean Roche) : Capitaine Arthur Hastings
- Pauline Moran (VF : Laure Santana) : Miss Felicity Lemon
- David Troughton : Barton Russell
- Dorian Healy : Anthony Chapell
- Geraldine Somerville (VF : Emmanuèle Bondeville) : Pauline Wetherby
- Yolanda Vazquez : Lola
- Robin McCaffrey : Iris Russell
- Hugh Ross : Stephen Carter
- Joseph Long : Luigi (le patron du restaurant)
- Stefan Gryff : Général Pereira
- Arturo Venegas : le réceptionniste de l'hôtel
- Leonard Maguire : Mr Grove (le notaire)
- Carol Kenyon : une chanteuse
- Tracy Miller : une chanteuse